# Posadowskybai
Die Posadowskybai ist eine offene Bucht unweit des Gaußbergs und unmittelbar östlich des West-Schelfeises im ostantarktischen Kaiser-Wilhelm-II.-Land.
Entdeckt wurde sie im Februar 1902 bei der Gauß-Expedition (1901–1903) unter der Leitung des deutschen Polarforschers Erich von Drygalski, der sie nach Arthur von Posadowsky-Wehner (1845–1932) benannte, der als damaliger Staatssekretär im Reichsamt des Innern einen Regierungszuschuss zur Deckung der Expeditionskosten sicherte.